# トヨタ・モーター・マニュファクチャリング・インディアナ
トヨタ・モーター・マニュファクチャリング・インディアナ株式会社（-かぶしきかいしゃ、Toyota Motor Manufacturing, Indiana, Inc., 略称TMMI）は、トヨタ自動車の生産子会社。米国インディアナ州プリンストンでに1996年2月に設立、1999年2月から操業を開始。米国でのトヨタ四番目の車両生産工場となった。
フルサイズ・ピックアップトラックトヨタ・タンドラ (Tundra)、フルサイズSUVトヨタ・セコイア (Sequoia)、ミニバントヨタ・シエナを生産し、年間生産台数は約30万台。